# Safia clearos
Safia clearos är en fjärilsart som beskrevs av William Schaus 1914. Safia clearos ingår i släktet Safia och familjen nattflyn. Inga underarter finns listade.